# Gordiene

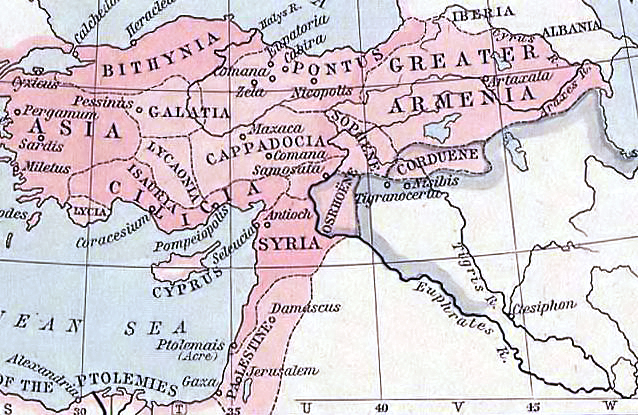
Regno di Corduene (60 a.C.)

La Gordiene o Corduene o Conduene (nota anche come Gorduene, Cordiene, Cardiene, Carduene, Gordiene, Gordiea, Korduene, Korchayk, Gordian; in greco Κορδυηνή o Κορδουηνή, in ebraico קרטיגיני‎?) era un'antica regione situata nella Mesopotamia settentrionale, attualmente nella Turchia sud-orientale.
Secondo quanto viene riportato nell'Enciclopedia Britannica del 1911, la Gordiene è l'antico nome della regione di Bohtan (adesso provincia di Şırnak). Essa viene menzionata come Beth Qardu nelle fonti siriache e descritta come un piccolo Stato vassallo tra Armenia e Persia, nella zona montagnosa a sud del lago di Van, nell'attuale Turchia, posta sulla sponda sinistra del Tigri.
Essa è stata citata come la regione dei Carduchi, un fertile distretto montano, ricco di pascoli. I tre principati di Corduene, Moxoene e Zabdicene vengono correlati da Toumanoff alle dinastie carduche. Il Regno di Gordiene emerse con il declino dell'Impero seleucida e per la maggior parte della sua storia, fu una provincia dell'Impero romano 
riconoscendo la sovranità di Roma. Dal 189 al 90 a.C. godette di un periodo di indipendenza.
Il popolo della Gorduene era noto per avere adorato il dio del cielo hurrita Teshub. Essa venne identificata come stato curdo o proto-curdo.

## I Carduchi nell'Anabasi di Senofonte
I Carduchi era un popolo, menzionato nell'Anabasi di Senofonte, che abitava le montagne a nord del Tigri, nel 401 a.C., vivendo in villaggi ben approvvigionati. Erano nemici del re di Persia, come lo furono i mercenari greci di Senofonte, ma la loro reazione a migliaia di stranieri armati e disperati divenne ostile. Essi non avevano truppe pesanti che potessero fronteggiare gli incalliti opliti nella battaglia, ma usavano efficacemente lunghi archi e fionde, e per i greci i "sette giorni trascorsi nell'attraversare la regione dei carduchi fu una lunga e continua battaglia, che costò loro molta più sofferenza di quella causata dalle difficoltà avute con il re e Tissaferne messi insieme".
I Carduchi furono menzionati come gordi da Ecateo di Mileto, 520 a.C. circa.

## La Corduene nelle fonti ebraiche
Il Targum, un fonte ebraica del periodo talmudico, conformemente concepiva Ararat come situata nella Gorduene e non in Armenia, regione di solito identificata con il luogo di approdo nella mitologia del diluvio. Secondo Haggadah, Noè approdò nella Korduene, in Armenia. Berosso era anche dell'opinione che Xisuthros approdasse con la sua nave nella Korduene. Flavio Giuseppe citò l'attestazione di Berosso come prova del fatto che il diluvio non fosse un mito, menzionando anche i resti dell'arca, secondo lui ancora visibili nel distretto di Carron, presumibilmente identificata con la Korduene. Nel Nashim, il terzo ordinamento del Talmud, Rav Nahman bar Jacob ha permesso il proselitismo tra i curdi della Corduene. Ciò indica l'esistenza di convertiti ebraici tra la popolazione della Corduene all'inizio del IV secolo dell'era volgare.

## La Corduene nelle fonti romane

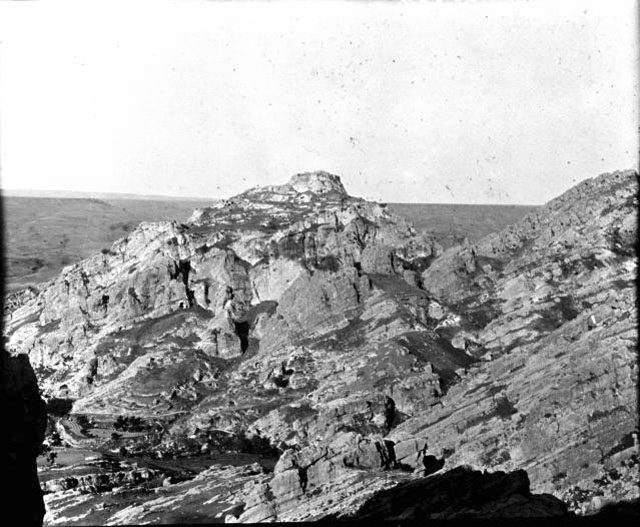
Castello di Pinaca (o Finik), a nord-ovest di Cizre

Secondo lo storico romano Strabone, la regione della Gorduene (Γορδυηνῆ, o Γoρδυαῖα ὄρη, "Monti Gordiani") era riferita alle montagne tra Diyarbakır e Muş. Egli descrisse le città principali di Sareisa, Satalca e Pinaca (a nord-ovest di Bezabde), considerando i suoi abitanti (gordiani) come discendanti degli antichi carduchi. Secondo lui, gli abitanti avevano un'eccezionale reputazione come capomastri ed esperti nella costruzione di macchine d'assedio, e per questa ragione Tigrane II li utilizzava per tali opere militari; in più Strabone osservava anche le risorse di nafta della regione. Ammiano Marcellino visitò questa regione durante una sua visita diplomatica al satrapo della Corduene. Gli eretriani esiliati e deportati dai persiani nella Mesopotamia, si diceva avessero le loro abitazioni nella regione della Gordiene.
Secondo i testi antichi i gordiani ricevettero il loro nome da Gordys figlio di Trittolemo, il quale collaborò nella ricerca di Io, e dunque si stabilì nel distretto di Gordiea, nella Frigia.

## Pompeo e la Corduene

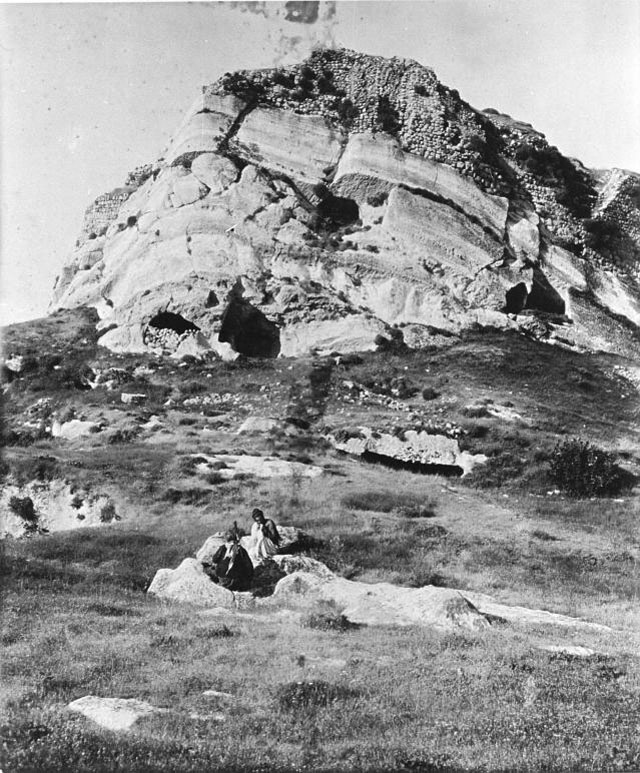
Castello di Pinaca (o Finik), a nord-ovest di Cizre.

Sia Fraate III che Tigrane il Grande rivendicavano questa provincia. Tuttavia, essa venne conquistata dalle legioni romane di Pompeo. Gli abitanti locali (chiamati gordieni) non vollero difendere il governo armeno locale poiché, secondo Plutarco, Tigrane aveva distrutto le loro città natali costringendoli all'esilio a Tigranocerta. Nel 69 a.C., Zarbieno, re della Corduene, stava progettando segretamente una rivolta contro Tigrane, negoziando con Appio Claudio per l'aiuto di Roma, ma il piano venne scoperto e Zarbieno venne ucciso da Tigrane. Dopo l'accaduto, Lucullo fece innalzare un monumento in memoria di Zarbieno (e dunque prendendo il controllo della regione della Corduene), prendendo parte al funerale di Zarbieno e offrendo abiti reali, oro e il bottino (sottratti a Tigrane), chiamandolo "suo compagno e confederato dei romani".
Dopo il successo di Pompeo nel soggiogare l'Armenia e parte del Ponto, e l'avanzata romana attraverso l'Eufrate, Fraate era ansioso di avere una tregua con i romani. Ma Pompeo lo trattò in modo sprezzante chiedendogli la restituzione del territorio della Corduene, inviando messi, ma senza ottenere nessuna risposta; così infine mandò Afranio ad occuparla, senza incontrare nessuna resistenza. I parti che vi erano nel territorio vennero condotti oltre la frontiera e perseguitati anche fino ad Arbela, nell'Adiabene. In base a un'iscrizione consacrata al tempio di Venere, Pompeo diede protezione al territorio nuovamente acquisito della Gordiene.

## Presenza armena
Tigrane mantenne Nisibis e la Gordiene, rifiutando Pompeo di cederla ai parti. La regione appartenne a Urartu per circa 200 anni, mentre all'Armenia soltanto per 25 anni (durante il regno di Tigrane).

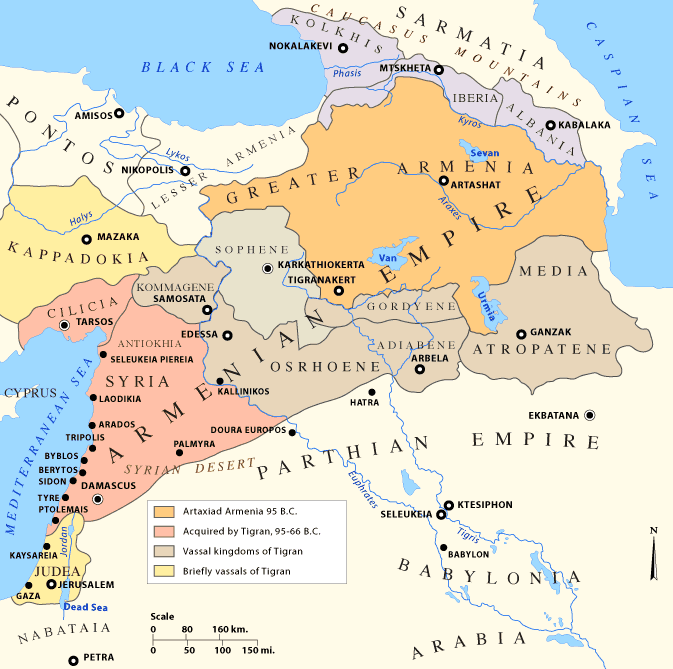
Mappa della Corduene, raffigurata come regno vassallo dell'impero armeno.

I distretti della Cordiene durante il periodo armeno furono:
Korduq (or Korduk), Kordiq Nerkin, Kordiq Verin, Kordiq Mijin, Tshauk, Aitvanq, Vorsirank (o Orsirank), Aigarq, Motolanq, Kartuniq, Albag.

## Diocleziano e la Corduene
La Corduene venne conquistata di nuovo da Diocleziano nel III secolo e la presenza romana nella regione venne formalmente riconosciuta in un trattato di pace firmato tra i persiani e Diocleziano, che allora istituì una legione in questa regione chiamata Ala XV Flavia Carduenorum, dal nome del suo Cesare Flavio Valerio Costantino.
In seguito alla sconfitta di Narsete, il re sasanide, per mano dei romani nel 296, venne firmato un trattato di pace bilaterale, secondo cui le steppe della Mesopotamia settentrionale, con Singara e la regione collinare sulla riva sinistra del Tigri fino alla Gordiene (Corduene), vennero anch'esse cedute ai vincitori romani.
Il nome della provincia appare di nuovo nel resoconto della campagna tra i persiani di Sapore II e i romani condotti da Flavio Claudio Giuliano (e dopo la morte di Giuliano, da Gioviano). I romani iniziarono a ritirarsi attraverso la Corduene, non avendo potuto assediare Ctesifonte.

## Campagna militare di Sapore contro la Corduene
Nella primavera del 360, Sapore II allestì una campagna per impadronirsi della città di Singara (probabilmente la moderna Shingar o Sinjar a nord-ovest di Mosul), la quale cadde in pochi giorni d'assedio. Da Singara, Sapore diresse la sua marcia verso nord, lasciando Nisibis senza averla nemmeno assalita, e avanzando per attaccare la grande fortezza conosciuta con i nomi di Pinaca (Phaenicha) o Bezabde. Questa era posizionata sulla riva orientale del Tigri, nei pressi del punto dove il fiume abbandona le montagne e si allarga nella pianura; sebbene non proprio coincidente con il sito, può essere identificata con la moderna Jezireh (Cizre, nella Turchia sud-orientale), che domina i passi della regione dei bassopiani tra i monti curdi. Essendo di grande importanza strategica per Roma, venne fortificata con doppie mura, e vi furono stanziate tre legioni e una grande corpo di arcieri curdi. Sapore mandò un messaggio di tregua per chiedere la resa della fortezza e, insieme ai messaggeri, alcuni prigionieri di alto rango, presi a Singara, per paura che il nemico potesse colpire gli inviati. Il metodo funzionò, ma la guarnigione si dimostrò leale e determinata a resistere fino alla fine. Dopo un lungo assedio, vennero aperte delle brecce nelle mura e la città fu presa, mentre i suoi strenui difensori furono tutti indiscriminatamente massacrati.
Nel 363 venne firmato un trattato nel quale veniva stabilito che Gioviano doveva cedere ai sasanidi cinque province situate oltre l'Eufrate inclusa la Corduene e l'Arzanene e le città di Nisibis e Singara. In seguito a questo trattato, i greci rimasti in quelle terre emigrarono a causa della persecuzione contro i cristiani da parte di Sapore e zoroastriani.
La Corduene fu una sede vescovile almeno fin dal 424.

## Corduene nel sesto e settimo secolo
Nel 578, l'imperatore bizantino Flavio Maurizio Tiberio Augusto sconfisse l'esercito sasanide condotto da Cosroe I, conquistando così la Carduene e incorporandola ancora una volta nell'impero romano. Vennero così liberati circa 10.000 cristiani prigionieri dei sasanidi. Secondo Khwarizmi, gli arabi conquistarono la regione insieme a Nisbis e Tur Abdin nel 640.

## Lista di re
- Zarbieno; prima metà del I secolo a.C. Famoso re della Cordiene, fece proposte ad Appio Claudio, quando quest'ultimo stava ad Antiochia, desiderando di scuotersi dal giogo di Tigrane. Ma venne scoperto e assassinato, come già si è accennato sopra, insieme a sua moglie e i figli, prima che i romani entrassero in Armenia. Quando Lucullo arrivò, ne celebrò i rituali con grande pompa, applicando con la sua stessa mano il fuoco alla catasta di legna su cui giaceva il cadavere, e facendo erigere un sontuoso monumento in sua memoria.
- Manisaro; ~ 115 d.C. Prese il controllo su parte dell'Armenia e della Mesopotamia, al tempo di Traiano. Perciò Osroe, re dei parti, dichiarò guerra a Manisaro e di conseguenza anche ai romani che lo aiutarono. Ci sono alcune monete recuperate che gli vengono attribuite.
- Ardashir; ~ 340 d.C. Era contrario alla cristianizzazione della Corduene[38].
- Gioviniano ~ 359 d.C.[39]

## Corduene, carduchi e i curdi

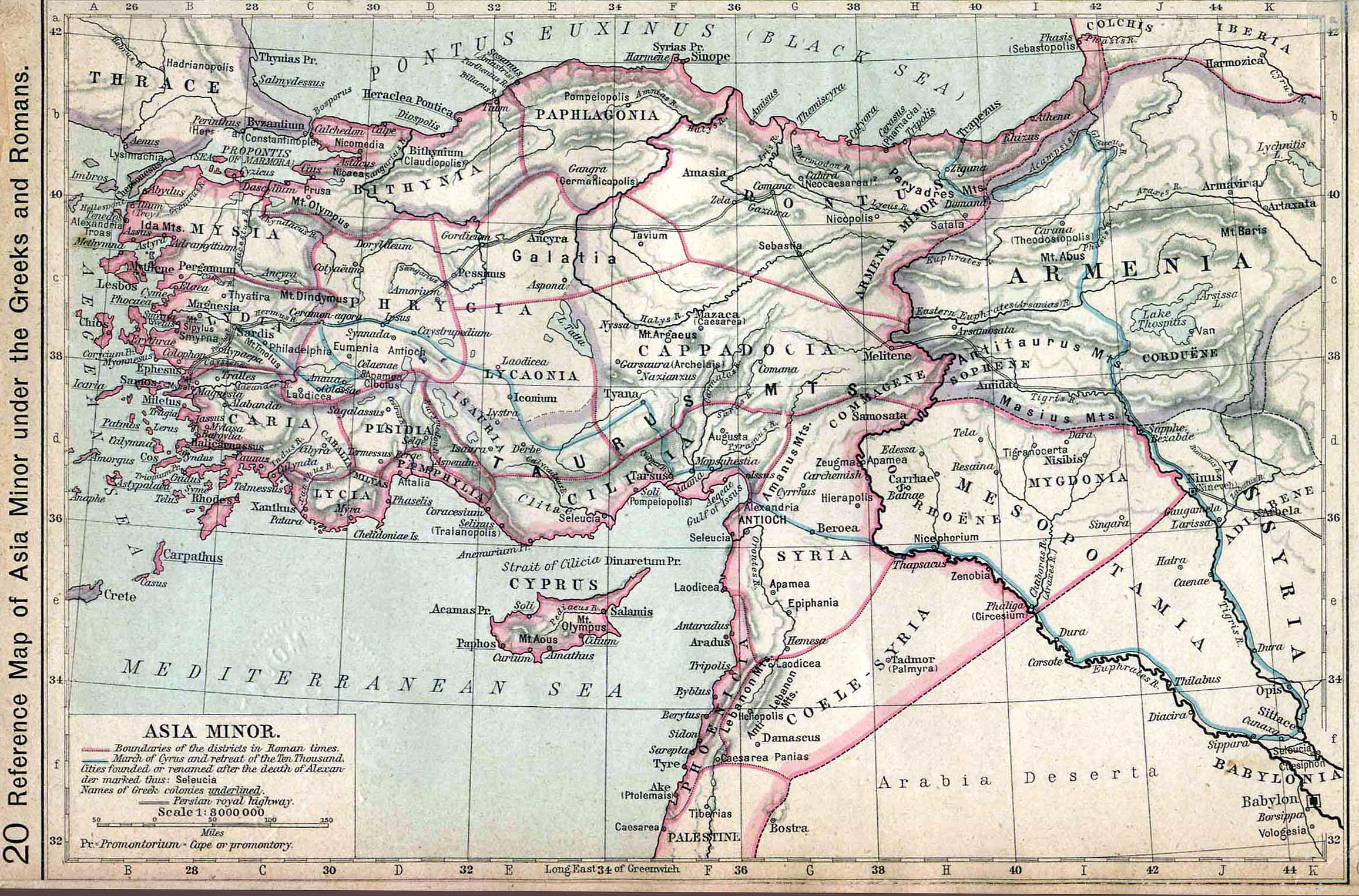
Mappa dei regni di Corduene e Adiabene nel I secolo a.C. La linea blu mostra la spedizione e dunque la ritirata dei diecimila attraverso la Corduene nel 401 a.C.

Gli studiosi del XIX secolo, come George Rawlinson, identificarono i carduchi con gli attuali curdi, prendendo in considerazione l'ipotesi che la Corduene fosse l'antico equivalente lessicale di "Kurdistan". 
Questo punto di vista viene sostenuto da alcune recenti fonti accademiche che considerano la Corduene come proto-curda o come equivalente del moderno Kurdistan.
Ci furono numerose forme riguardo a questo nome, in parte dovute alla difficoltà di rappresentare in latino il digramma kh. L'ortografia Karduchoi è probabilmente essa stessa presa in prestito dall'armeno, poiché la terminazione -choi rappresenta nella lingua armena il suffisso plurale -kh.
Si è anche speculato sul fatto che i carduchi parlassero un'antica lingua iranica.
Le fonti ebraiche fanno risalire le origini del popolo della Corduene al matrimonio di Re Salomone con 500 bellissime donne ebraiche.  La stessa leggenda venne anche utilizzata dalle antiche autorità islamiche per spiegare le origini dei curdi.

## Cronologia della storia della Corduene (Gordiene)
- Urartu 800 circa-595 a.C.
- Persia 595-331 a.C.
- Alessandro Magno 331-301 a.C.
- Impero seleucida 301-189 a.C.
- Indipendente 189-90 a.C.
- Armenia 90-66 a.C.[47]
- Repubblica romana 66-27 a.C.
- Impero romano 27 a.C.-AD 37
- Persia 37-47
- Impero romano 47-252
- Persia 252-287
- Impero romano 287-384
- Armenia 384-428
- Persia 428-653
- Califfato anni successivi.[48]